# Moeda de cinco ienes
A moeda de cinco ienes (五円硬貨, Go-en kōka) é uma denominação do Iene japonês. O design atual foi cunhado pela primeira vez em 1959 usando carateres japoneses conhecidos como "new script", tendo sido também cunhadas entre 1949 e 1958 usando carateres japoneses chamados de "old-script". Moedas de cinco ienes datam de 1870 (quando, devido ao elevado valor do iene, as mesmas foram cunhadas em ouro). As moedas atuais foram inicialmente produzidas em 1949 com uma inscrição de estilo diferente. Esta foi alterada em 1959 e o design manté-se inalterado até aos dias de hoje.
A frente da moeda apresenta uma planta de arroz a crescer fora de água, com a inscrição "cinco ienes" escrita em kanji; o verso da moeda encontra-se estampado com a palavra "Japão" e o ano de emissão, também em kanji, separados por rebentos de um árvore. Os três elementos gráficos da moeda representam a agricultura e a pesca, os elementos chave do primeiro setor da economia japonesa. Em redor do buraco, encontra-se uma roda que representa a indústria. Esta é a única moeda japonesa em circulação sem algarismos árabes em qualquer das faces.

## Significado cultural
A tradução japonesa para "cinco ienes", "go en" (五円) é a homófona de go-en (御縁), "en" sendo uma palavra para uma relação casual ou relacionamento, e "go" um prefixo respeitoso. Como resultado, as moedas de cinco ienes são frequentemente dadas como doações nos santuários xintuístas com a intenção de estabelecer uma boa ligação com a divindade do santuário, e é amplamente considerado que é melhor colocar uma única moeda de cinco ienes numa carteira nova antes de colocar qualquer outra moeda.

## Uso na investigação de acidentes nucleares
Devido ao acidente nuclear de Tokaimura em Tokai, Ibaraki em 1999, os físicos Masuchika Kohno e Yoshinobu Koizumi demonstraram como esta moeda pode ser usada para estimar a dosagem de neutrões na população circundante, através da medição dos rácios dos isótopos de zinco. Eles escreveram:
A moeda de cinco ienes tem cerca de 22 milímetros de diâmetro e 1.5 mm de espessura, pesa 3.75 gramas e tem um buraco central de 5 mm de diâmetro. Nós escolhemos esta moeda para monitorizar a exposição de neutrões porque é de grande circulação, o conteúdo de zinco é controlado de forma precisa, e{\displaystyle {}^{65}{\rm {Zn}}} gerada tem a conveniente meia vida (244.1 dias) e a emissão de energia de raios gama (1,115.5 keV). Para obter o registo da dosagem de neutrões libertados resultado do acidente, nós recolhemos moedas expostas de casas de pessoas a distâncias de 100-550 metros do local.
Os físicos puderam então concluir que a moeda oferece informação sobre o total do efeitos dos neutrões durante o acidente e conseguiram retirar informações acerca da blindagem das casas modernas japonesas, devido às moedas recolhidas do interior.